# Museo de Arte Contemporáneo de la Universidad de São Paulo

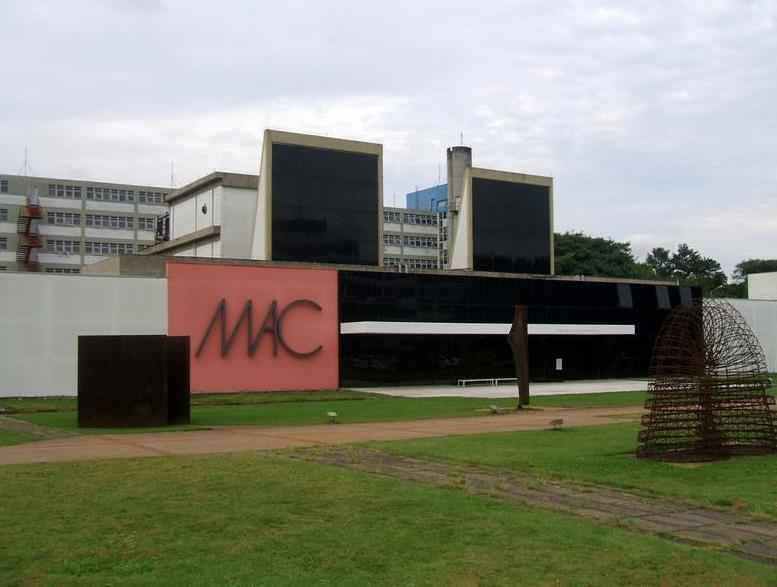
Fachada del museo.

El Museo de Arte Contemporáneo en la Universidad de São Paulo (en portugués, el Museu de Arte Contemporânea da Universidade de São Paulo ) es un museo de arte contemporáneo ubicado en el campus principal de la Universidad de São Paulo, en São Paulo, Brasil.

## Historia
El museo fue inaugurado en 1963, cuando el industrial brasileño y coleccionista de arte Francisco Matarazzo Sobrinho, fundador del Museo de Arte Moderno de São Paulo, decidió extinguir este museo y donar todas sus posesiones, junto con la suya y la colección privada de su esposa, a la Universidad de Sao Paulo. Hasta 1992 el museo fue ubicado en el tercer piso del pabellón en el Parque do Ibirapuera, que también tuvo lugar a la bienal de São Paulo. En 1985 se inició la construcción de una nueva ubicación en el campus de la universidad. La apertura del nuevo museo fue en 1992.

## Colección
El museo alberga una de las mayores y más completas colecciones de arte occidental del siglo XX en América Latina, con más de 8.000 obras, que comprende de las más importantes artistas, movimientos artísticos y tendencias de arte moderno y el arte contemporáneo. Mantiene las obras de arte importantes por Amedeo Modigliani, Umberto Boccioni, Marc Chagall, Pablo Picasso, Joan Miró, Wassily Kandinski, Tarsila do Amaral, Candido Portinari, Ismael Nery, Anita Malfatti, Paul Klee, Käthe Kollwitz, Wifredo Lam, Henri Laurens, Fernand Léger, Lucio Fontana, Marino Marini, Henri Matisse, Roberto Matta, Henry Moore, Giorgio Morandi, Eduardo Paolozzi, Constant Permeke, Francis Picabia, Serge Poliakoff, Robert Rauschenberg, Germaine Richier, Kurt Schwitters, Jesús Rafael Soto, Frank Stella, Jean Tinguely, Antoni Tàpies y Victor Vasarely.